# Salvatore Licitra
Salvatore Licitra (Berna, Suïssa, 10 d'agost de 1968 - Catània, 5 de setembre de 2011) fou un tenor italià.

## Síntesi biogràfica
Considerat per molts com el successor de Luciano Pavarotti, va debutar a la Scala de Milà sota la batuta de Riccardo Muti com a Alvaro a La forza del destino de Verdi, l'any 1999. L'estrena discogràfica la va fer amb el Mario Cavaradossi de Tosca, de Puccini, enregistrada al mateix teatre l'any 2000. Aquest mateix personatge va portar-li el reconeixement internacional, quan va substituir Pavarotti l'any 2002 al Metropolitan Opera House de Nova York.
Amb una veu en la tradició dels grans tenors italians, durant la seva carrera va interpretar rols destacats com els protagonistes d'Andrea Chénier, Ernani i Don Carlo, a més del Turiddu de Cavalleria Rusticana, el Canio de Pagliacci i el Luigi d'Il trittico.
El 5 de setembre moria a Catània als 43 anys després de passar vuit dies en coma a causa d'un accident de moto.

## Primers anys i debuts
Nascut a Berna, Suïssa, de pares sicilians, Licitra va créixer a Milà. Va raure a l'òpera per accident. Com molts tenors abans que ell, no confiava del tot en les seves capacitats vocals i va començar a treballar com a artista gràfic per a la Vogue italiana. Als 19 anys va començar a assistir regularment a classes de cant i es va matricular a l'Acadèmia de Música de Parma i a la "Corsi Verdiani". Després de 8 anys d'estudis, inicialment com a vocalista de cor, va deixar el seu professor de veu i es va matricular a l'acadèmia de veu de Carlo Bergonzi a Busseto.
Va debutar a Un ballo in maschera a Parma l'any 1998, en una actuació per als alumnes de Bergonzi. El seu èxit va portar a un contracte com a cover a Un ballo in maschera, Rigoletto i Aïda a Verona, i els va acabar cantant tots. Animat per l'acollida positiva del públic, va fer una audició per a Riccardo Muti a La Scala, que va contractar el jove tenor fent d'Alvaro en una nova producció de La forza del destino.

## A la Scala i altres teatres
El març de 1999, va debutar a La Scala amb Riccardo Muti a La forza del destino com Alvaro, després va cantar a Tosca i Madama Butterfly a l'Arena de Verona al juny i juliol, després Tosca a La Scala el març de 2000, de nou amb Muti. L'actuació va ser gravada i publicada a "Sony Classical". Al maig va debutar a Madrid a La forza del destino, i a Verona va rebre el Premi Zenatello com a tenor de l'any, i va cantar a La forza del destino a l'Arena al juliol. Al setembre va viatjar al Japó amb el conjunt de La Scala per interpretar La forza del destino. Milà el va homenatjar amb la Medalla de la Ciutadania d'Honor, i Sony li va oferir un contracte de gravació exclusiu.
Una actuació de Il trovatore, gravada i emesa per Sony, va obrir la temporada 2000/2001 a La Scala i el centenari de la mort de Verdi, lAnno Verdi. L'òpera feia 22 anys que no es representava a La Scala, i es va produir la polèmica després que Muti, que n'era el director i que havia escollit personalment Licitra per al paper de Manrico, va prohibir al seu tenor cantar el Do agut tradicional interpolat del 3r acte cabaletta Di quella pira. Hi va haver un rebombori entre el públic, que va esbroncar la decisió del mestre. Sis mesos més tard, Licitra va tornar a cantar el paper a Verona amb un gran èxit. Abans dIl trovatore a Verona, havia actuat a Un ballo in maschera a La Scala amb Muti, després va repetir l'èxit a Roma al desembre. Al novembre va fer el seu debut nord-americà com a solista convidat a la 26a gala anual de l'òpera de la "Richard Tucker Music Foundation" a Nova York. Al desembre va marxar a Viena i a la Wiener Staatsoper per cantar a Tosca, després Manrico a Il trovatore al "Sao Carlos de Lisboa" el gener de 2002 i Alvaro (Forza) a Torí al febrer.

## ElMeti més enllà
La Metropolitan Opera va sorgir inesperadament l'11 de maig de 2002 quan va aparèixer a Tosca, en substitució de Luciano Pavarotti, llavors de 66 anys, que havia cancel·lat l'actuació dues hores abans d'alçar-se el teló. Licitra, que no estava previst que debutés allà fins al 2004, va ser transportat pel Met com a cantant de suport i finalment va rebre una ovació de 43 segons al final de Recondita armonia i una ovació de 46 segons al final de E lucevan le stelle. En el poc temps des del seu debut el 1998, Licitra va ser batejat com el Nou Pavarotti, un tenor "digne de la gran tradició italiana". El New York Times va informar després del seu debut americà amb la "Richard Tucker Gala": "... un tenor italià amb un profund rang baritonal inferior, un registre superior més brillant i notes agudes fortes i segures […] en la veritable tradició del tenor italià [ ...] Si pot suportar l'inevitable bombo del "quart tenor", podria ser un a qui s'observa". Posteriorment, va afegir al seu repertori els papers titulars dAndrea Chénier, Ernani, Don Carlo, Turiddu a Cavalleria rusticana, Canio a Pagliacci, Dick a La fanciulla del West i Luigi a Il tabarro.
L'última aparició pública de Licitra va ser un concert de Tosca de Puccini amb l'Orquestra Simfònica de Chicago al Festival Ravinia el 30 de juliol de 2011. James Conlon va dirigir, i el repartiment incloïa Patricia Racette i Bryn Terfel.

## Mort
El 27 d'agost de 2011, Licitra va patir ferides greus al cap i al pit quan va patir una hemorràgia cerebral mentre anava amb la seva moto i es va estavellar contra una paret a Donnalucata, Scicli, província de Ragusa, Sicília. Va romandre en coma durant nou dies a l'Hospital Garibaldi de Catània i va ser declarat mort el 5 de setembre de 2011. El seu cos va ser portat a repòs a l'òpera de Catània, el "Teatre Massimo Bellini".